# Fixed by George
Fixed by George è un film muto del 1920 diretto da Eddie Lyons e Lee Moran. La sceneggiatura si basa sul racconto Fixed by George di Edgar Franklin (pseudonimo di Edgar Franklin Stearns) pubblicato il 21 febbraio 1920 su Argosy Magazine.

## Produzione
Il film fu prodotto dall'Universal Film Manufacturing Company.

## Distribuzione
Distribuito dall'Universal Film Manufacturing Company, il film uscì nelle sale cinematografiche USA nel novembre 1920.